# Bojnik (općina)
Općina Bojnik (srpski: Општина Бојник) je općina u Jablaničkom okrugu u Srbiji. Središte općine je gradić Bojnik. 

## Stanovništvo
Prema popisu stanovništva iz 2002. godine općina je imala 13.118 stanovnika, većinsko stanovništvo čine Srbi (88,95%) i Romi (10,39%).

## Administrativna podjela
Općina Bojnik podjeljena je na 36 naselja.
- Bojnik,
- Borince,
- Brestovac,
- Crkvica,
- Ćukovac,
- Dobra Voda,
- Donje Konjuvce,
- Dragovac,
- Dubrava,
- Đinđuša,
- Gornje Brijanje,
- Gornje Konjuvce,
- Granica,
- Ivanje,
- Kacabać,
- Kamenica,
- Kosančić,
- Lapotince,
- Lozane,
- Magaš,
- Majkovac,
- Mijajlica,
- Mrveš,
- Obilić,
- Obražda,
- Orane,
- Plavce,
- Pridvorica,
- Rečica,
- Savinac,
- Slavnik,
- Stubla,
- Turjane,
- Vujanovo i
- Zeletovo.

## Galerija
- Zgrada skupštine općine.
- Akumulacijsko Brestovačko jezero.
- Narodna knjižnica u Bojniku.
- Osnovna škola u Bojniku.
- Pravoslavna crkva u Bojniku.
- Spomen groblje u Bojniku.

## Vanjske poveznice
- Općina Bojnik  Arhivirana inačica izvorne stranice od 14. veljače 2021. (Wayback Machine)